# Femoracoelotes
Femoracoelotes es un género de arañas araneomorfas pertenecientes a la familia Agelenidae. Se encuentra en Taiwán.

## Especies
Según The World Spider Catalog 12.0:
- Femoracoelotes latus (Wang, Tso & Wu, 2001)
- Femoracoelotes platnicki (Wang & Ono, 1998)